# Trigonogenius fallax
Trigonogenius fallax is een keversoort uit de familie klopkevers (Ptinidae). De wetenschappelijke naam van de soort werd in 1912 gepubliceerd door Julius Max Hagedorn.